# Rhynchothorax philopsammus
Rhynchothorax philopsammus är en havsspindelart som beskrevs av Hedgpeth, J.W. 1951. Rhynchothorax philopsammus ingår i släktet Rhynchothorax och familjen Rhynchothoracidae. Inga underarter finns listade i Catalogue of Life.